# Хміль
Хміль (Humulus L.) — рід багаторічних трав'янистих рослин родини коноплевих, найвища трав'яниста рослина в Україні, важлива сільськогосподарська культура.
Інші назви рослини: «винниця», «гімей», «хмелена», «хмелина», «хмелячник», «хмельник», «хмилина».
Рід хмелю поділяють на два види: звичайний (Н. lupulus L.), японський (ff. japonicus Sieg. et Zuss.) і Humulus yunnanensis. Найбільше виробниче значення має хміль звичайний.

## Опис рослини

### Кореневище

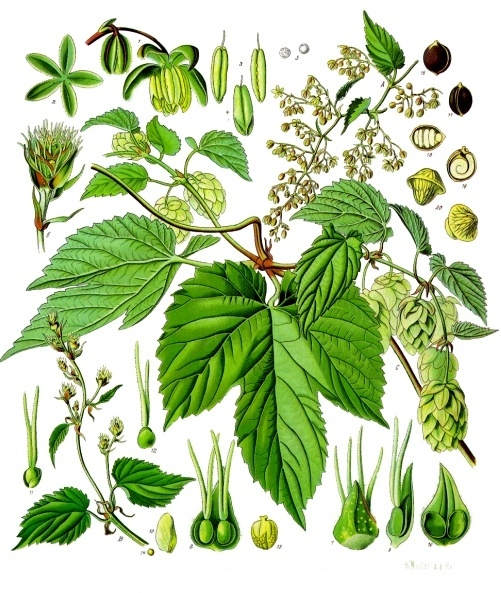
Морфологія

Рослини хмелю мають вегетативні органи  — корінь, стебло, листки і генеративні  — квітки, плоди, насіння. Органи рослин залежно від умов вирощування здатні видозмінюватися. Зокрема, підземні пагони утворюють кореневище, від якого відростає 10—12 сильно розгалужених скелетних коренів, які галузяться на тонші, з густою сіткою дрібних корінців. Дрібні корінці та кореневище утворюють добре розвинену кореневу систему, яка проникає у ґрунт на глибину близько 4 м і розгалужується до 3 м. Основна маса коренів розміщується у верхньому (близько 1 м) шарі ґрунту.
Підземна частина багаторічна, стебло — однорічне, яке відмирає пізно восени. Всі види хмелю в'ються за годинниковою стрілкою і швидко ростуть, стебло гранчасте, до 6 м завдовжки.
Головне кореневище хмелю — багаторічний підземний пагін із бруньками. Найбільший приріст його спостерігається на З—4-й рік і саме в цей період на ньому утворюється найбільше бруньок, які пізніше проростають і формують велику кількість пагонів. При вирощуванні культурного хмелю кількість пагонів зменшують щорічно, обрізуючи головне кореневище, видаляючи зайві пагони під час рамування.

### Стебла
Стебла виткі, зелені або червоні, довгі (близько 10 м і більше), завтовшки до 13 мм, трав'янисті, вкриті волосками. Уздовж граней стебла розмішуються шорсткі гачкоподібні шипи, за допомогою яких хміль міцно утримується на опорах. Такі шили є і на бічних пагонах, черешках та на кожному боці жилок листків. Стебла потребують підпор, тому хмільники обладнують спеціальною системою дротів, які навішують на підпори.

### Листя
Листки черешкові, супротивні, зверху темно-зелені, зісподу блідіші, з невеликими прилистками біля основи. Форма їх серцеподібна, три- п'ятилопатева. Найбільші листки у середній частині рослини, у нижній і верхній — менші. Верхній бік листка темно-зелений, нижній — світліший, і на ньому є залози, які містять смоли та ефірну олію. Кількість листків перед цвітінням — близько 400, а в період збирання врожаю — 600.

### Квіти

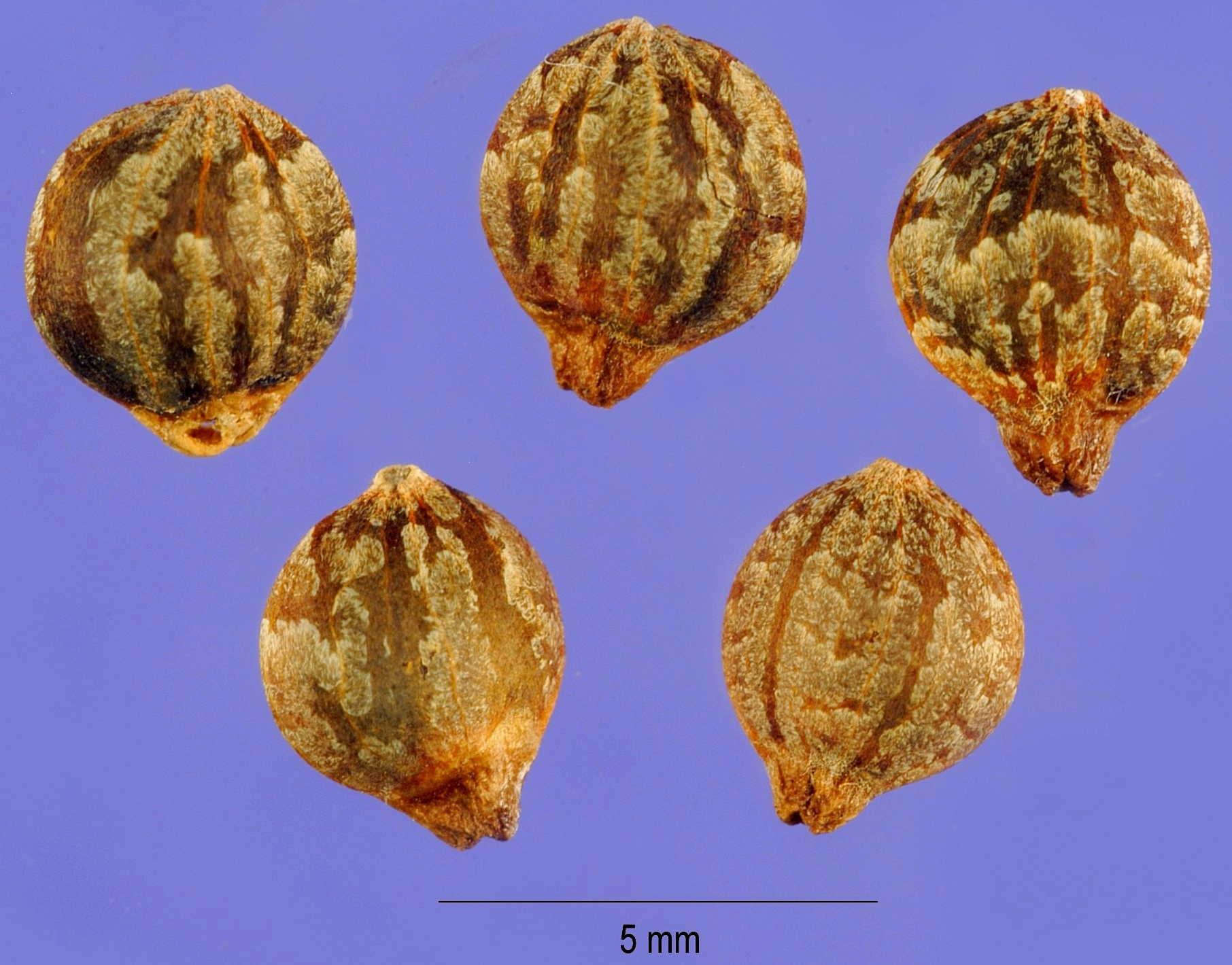
Насіння хмелю японського

Квітки одностатеві, дводомні, в дихазіях, зібраних у чоловічих особин волотюватими колосоподібними суцвіттями. Оцвітина чоловічих квіток жовтувато-зелена, жіночих — малопомітна, дзвоникувата. Цвіте у червні — серпні.
Жіночі суцвіття  — шишки, в яких знаходиться 20—60 малих квіток. Шишки зібрані у волоте-подібні грона по 40—50. Квітки складаються з п'яти пелюсток і п'яти тичинок. Квітки жіночих рослин складаються з однопелюсткової приквіткової лусочки і маточки. Вони зібрані попарно в колосочки, а останні — в суцвітті — шишки. У пазухах приквіткових і покривних лусок шишок у період технічної стиглості із зовнішнього боку є лупулінові залозки, в яких утворюється жовтий смолистий порошок — лупулін. Розмір шишок коливається від 1 до 10 см завдовжки та від 1 до 4 см завтовшки.
Чоловічі суцвіття — це дуже розгалужена волоть, на якій поодиноко на коротких квітконіжках розміщуються квітки, Чоловічі рослини шишок не утворюють.

### Плід
Плід — яйцеподібний стиснений, білувато-сірий або коричневий горішок, дозріває у вересні.
Насіння дрібне. Маса 1000 насінин — 2—4 г.

## Поширення
Зустрічається лише в північній півкулі. У дикому вигляді росте на вологих місцях, краях боліт, узліссях, серед чагарників, потребує зміну тепла і дощу, не терпить довгої посухи. Хміль вирощують як сільськогосподарську культуру здебільшого для пивоварної промисловості, вирощування хмелю називається хмелярством.

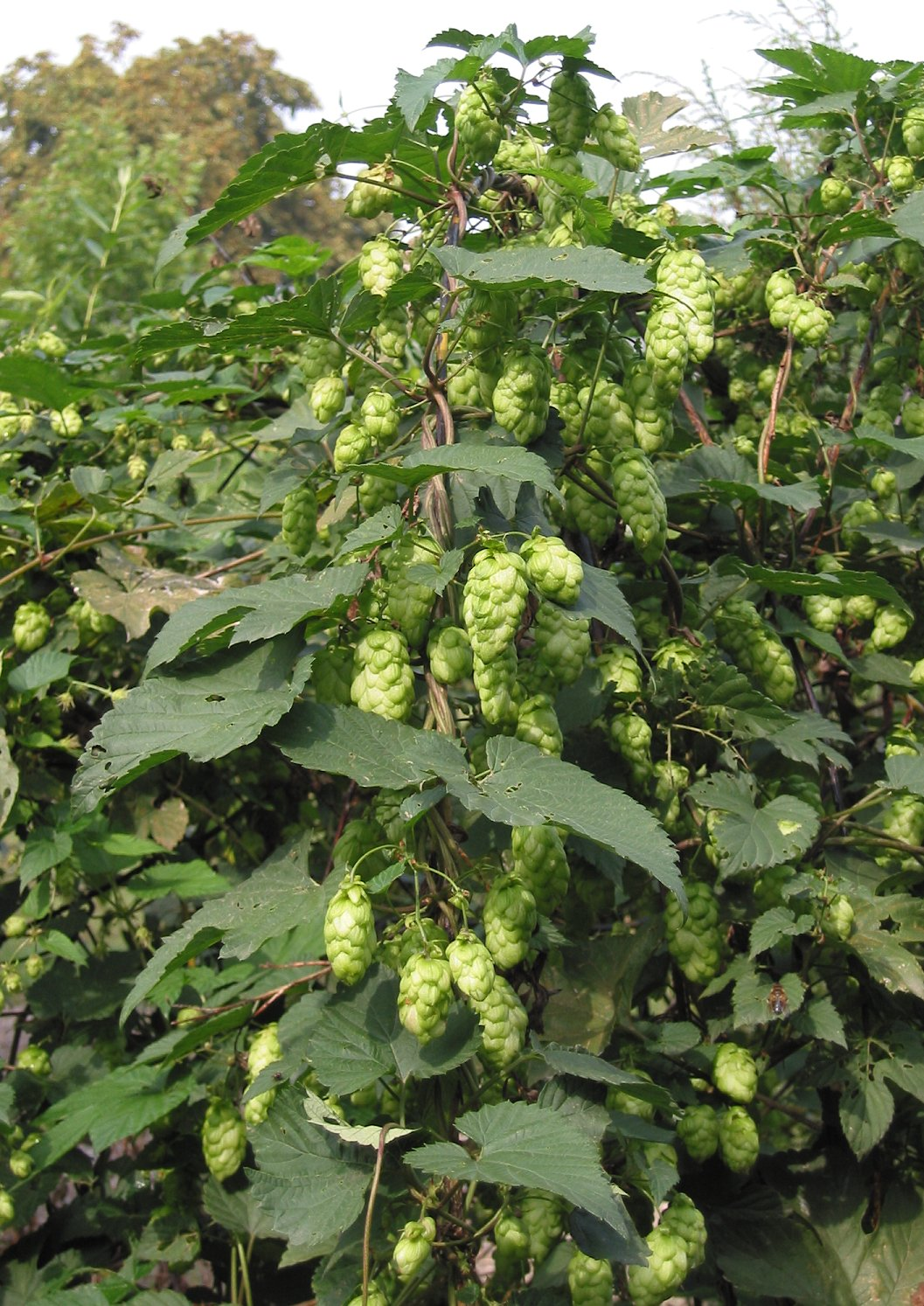
Хміль

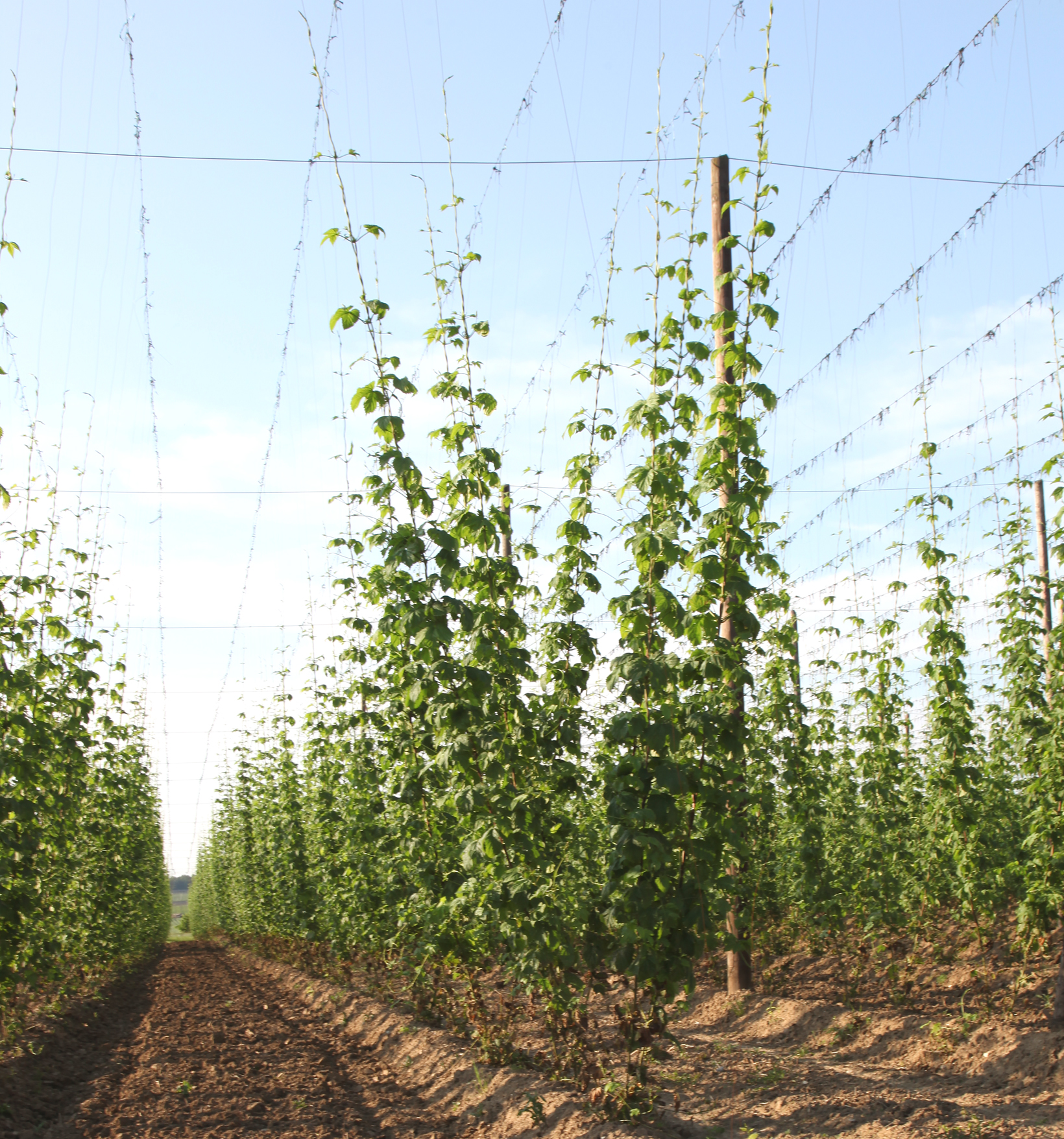
Хміль у полі

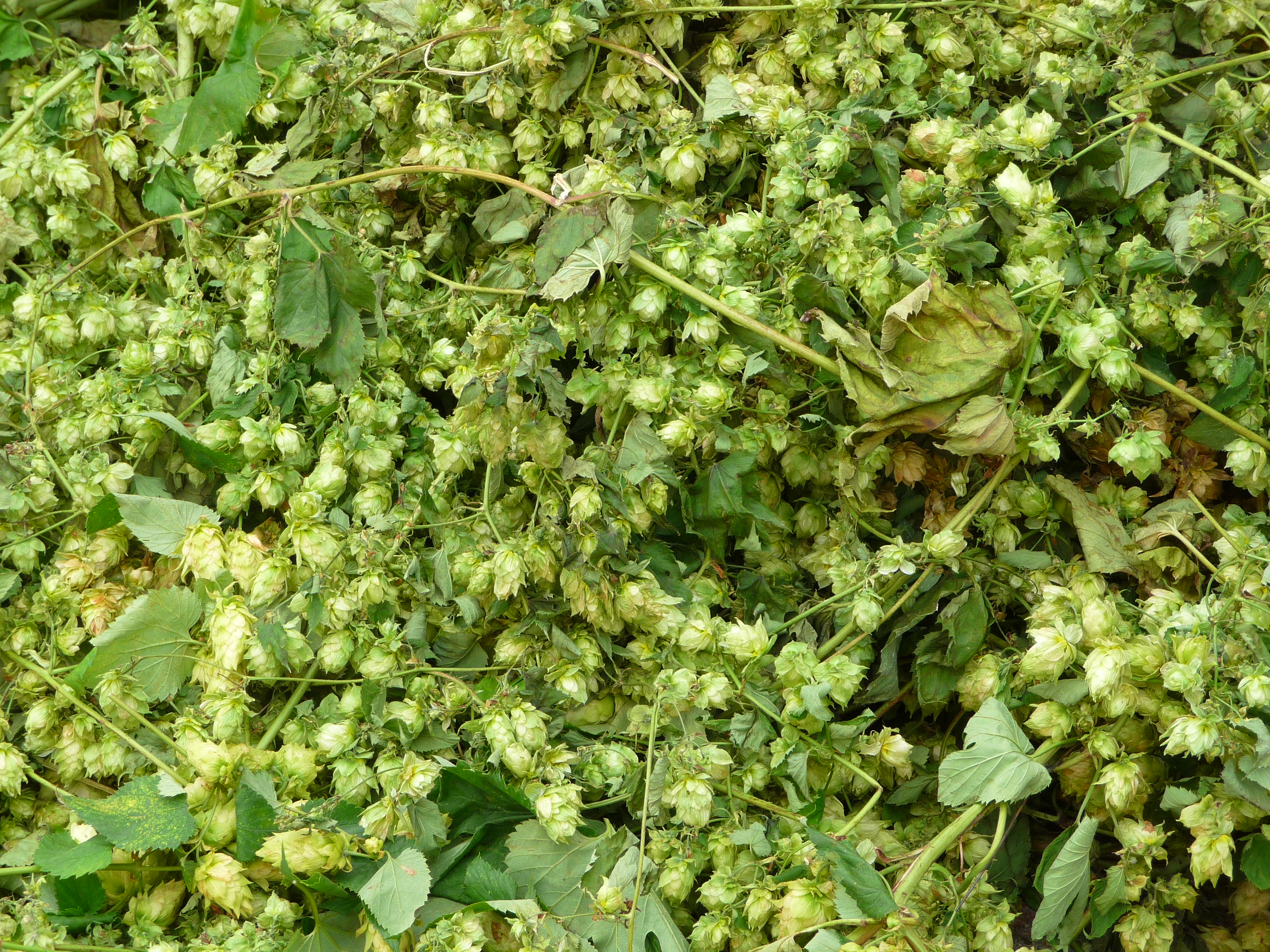
Зібраний хміль

## Сорти
Сорти: Альта, Граніт, Житич, Зміна, Заграва, Кумир, Промінь тощо.

### Хімічний склад
У пазухах приквіткових і покривних лусок шишок у період технічної стиглості із зовнішнього боку є лупулінові залозки, в яких утворюється жовтий смолистий порошок — лупулін. До його складу входять різні гіркі речовини, ефірна олія та інші органічні сполуки.
«Шишки» хмелю містять ефірну олію, гіркі речовини, холін, аспарагін, органічні кислоти, смоли, жовтий пігмент, алкалоїдоподібні речовини з наркотичною дією.
Суцвіття хмелю містять хмеледубильну кислоту, камеді, алкалоїд, лупулін, смоли, флавоноїди, провітамін А та вітамін С. Молоді пагони й листки хмелю також містять вітамін С (95-190 мг%), їх використовують для салатів і зелених борщів.
Нещодавно у шишках виявлено гормон естроген.

## Використання
Вирощують хміль для пивоварної промисловості. Крім того, його використовують у медицині, фармацевтичній, парфюмерно-косметичній, консервній і хлібопекарській промисловості.

### У броварстві
Хміль є обов'язковою складовою пива, тому головним споживачем хмелю є броварна промисловість. Не зважаючи на ріст світових обсягів виробництва пива, виробництво хмелю скорочується. Це пов'язують з олігополізацією броварної промисловості, наслідком якої є низька ціна на сировину.
Водночас якість та сорт хмелю є багато у чому визначальними для смакових якостей виробленого пива. Зокрема, найпопулярніший й по сьогодні чеський різновид хмелю «жатецький» у 1840-х роках дозволив створити новий на той час вид пива пільзнер. Пільзнер лишається найрозповсюдженішим видом пива низового бродіння і його виробництво за класичним рецептом вимагає використання виключно жатецького хмелю.
Чоловічі рослини шишок не утворюють і практичного значення не мають, тому їх видаляють з хмільників.

### У медицині
Лупулін хмелю перешкоджає розвиткові патогенних мікроорганізмів, інші аналоги гірких кислот хмелю мають антибактеріологічні властивості. Нещодавно у шишках виявлено гормон естроген, котрий регулює кількість вуглеводів і мінеральних солей в організмі людини.
Препарати хмелю заспокійливо діють на центральну нервову систему, проявляють сечогінну, гіпотензивну, протиалергічну, протизапальну, антимікробну, жовчогінну, противиразкову, болетамувальну, фунгіцидну, естрогенну властивості, стимулюють апетит.
Застосовують при вегетосудинній дистонії, аменореї, естрогенній недостатності яєчників, хворобах печінки, селезінки, міокардиті, гіпертонічній хворобі, збудженнях, виразках, лишаї, раку шкіри, ревматизмі, для миття голови при облисінні.
Як стимулюючий засіб екстракт хмелю входить до складу березової води, яку використовують для догляду за волоссям.
Ефірна олія хмелю входить до складу препарату валокордину, що застосовується при серцево-судинних хворобах. Вона містять близько 200 різних компонентів, з характерним ароматом.

#### Рецепти
Настій «шишок» (2 ст ложки сировини на 500 мл окропу) приймати по 2 ст ложки 4 рази на день до їди. Настоянку «шишок» хмелю (1:4, на горілці настоювати 10 днів), приймати по 5 крапель ранком і ввечері до їди.
При чоловічому безсиллі, а також у випадку передчасної еякуляції, застосовують настій із «шишок» хмелю (3 ст ложки сировини на 450 мл окропу), приймати по такій схемі — перший тиждень по 150 мл настою тричі на день, другий тиждень — по 150 мл настою двічі на день.
Симптоми отруєння: при передозуванні препаратами хмелю розвивається нудота, блювання, біль в животі, головний біль, відчуття загальної втоми і слабості, пригнічення функції центральної нервової системи (сонливість).
У народній медицині суцвіття хмелю використовують при хворобах печінки, жовчного міхура, при катарі шлунка і гастритах, туберкульозі легень, головних болях запаленні нирок, водянці, малярії і як заспокійливий засіб.

### У ветеринарії
У ветеринарії хміль використовують для лікування водянки тварин.
В суміші з деякими іншими речовинами хміль можна використовувати як антисептик при зберіганні плодів та овочів. Бджоли збирають з хмелю пилок, іноді медяну росу.

### У промисловості
Стебла хмелю дають волокно, вміст якого становить близько 15 %.
Стебла хмелю дають світло-буре міцне волокно, придатне для грубої пряжі та мотузок. Їх використовують також для плетіння, як підв'язувальний матеріал у садівництві, для виробництва низьких сортів паперу. Добрі якості має картон, виготовлений з хмельової дробини і паперових відходів.

### У декоративних цілях
Як декоративну рослину хміль рекомендують для вертикального озеленення, декорування альтанок, балконів, парканів.

## Заготівля
Для технічних потреб заготовляють жіночі суцвіття — «шишки», які називають ще «хмельовим борошном».
Збирають шишки до запліднення хмелю в середині серпня, коли вони набувають зеленувато-жовтого забарвлення. Зривають їх разом з плодоніжками і сушать у тіні. Висушену сировину пакують у паперові мішки і зберігають у сухих прохолодних приміщеннях.
2006 року у світі було зібрано 85 600 т хмелю, 30 % світового виробництва припадає на Німеччину, найбільшим продавцем хмелю є Barth-Haas-Group (майже 30 % світового урожаю). 1997 року у світі було засаджено 77 000 га хмелем, а 2006 — лише 50 000 га. Це зумовлено як підвищенням ефективності так і зміною клімату, за останні роки врожаї хмелю впали у зв'язку з потеплінням в традиційних регіонах вирощування хмелю.